# Tetilla barodensis
Tetilla barodensis är en svampdjursart som beskrevs av Arthur Dendy 1916. Tetilla barodensis ingår i släktet Tetilla och familjen Tetillidae.
Artens utbredningsområde är havet utanför Indien. Inga underarter finns listade i Catalogue of Life.